# Royal Rumble 1997
Royal Rumble (1997) was een professioneel worstel-pay-per-view (PPV) evenement dat georganiseerd werd door de World Wrestling Federation (WWF, nu WWE). Het was de 10e editie van Royal Rumble en vond plaats op 19 januari 1997 in de Alamodome in San Antonio, Texas. Ook verschenen er worstelaars van de Mexicaanse worrstelorganisatie Lucha Libre AAA World Wide. Het bezoekersaantal van 60.477 was het hoogste aantal bezoekers in de geschiedenis van de Royal Rumble.

## Matches
| Nr. | Match                                                                                           | Winnaar(s)                             | Opmerkingen                                                    | Bron  |
| --- | ----------------------------------------------------------------------------------------------- | -------------------------------------- | -------------------------------------------------------------- | ----- |
| 1D  | Perro Aguayo Jr. & Venum vs. Maniaco & Mosco de la Merced                                       | Perro Aguayo Jr. & Venum               | Tag Team dark match                                            | [ 2 ] |
| 2D  | Blue Demon Jr., Octagón & Tinieblas Jr. vs. Abismo Negro, Heavy Metal & Histeria                | Blue Demon Jr., Octagón & Tinieblas Jr | 6-Man Tag Team dark match.                                     | [ 2 ] |
| 3F  | Mascarita Sagrada Jr. & La Parkita vs. Mini Mankind & Mini Vader                                | Mascarita Sagrada Jr. & La Parkita     | Tag Team FFA match.                                            | [ 2 ] |
| 4   | Hunter Hearst Helmsley (c) (met Mr. Hughes) vs. Goldust (met Marlena)                           | HHH                                    | Eén-op-één match voor het WWF Intercontinental Championship.   | [ 3 ] |
| 5   | Ahmed Johnson vs. Faarooq (met Clarence Mason, Crush, D'Lo Brown, J.C. Ice en Wolfie D)         | Ahmed Johnson                          | Eénn-op-één match. Johnson won door diskwalificatie.           | [ 3 ] |
| 6   | Vader (metPaul Bearer) vs. The Undertaker                                                       | Vader                                  | Eénn-op-één match.                                             | [ 3 ] |
| 7   | Canek, Héctor Garza & Perro Aguayo vs. Fuerza Guerrera, Heavy Metal & Jerry Estrada             | Canek, Héctor Garza & Perro Aguayo     | 6-Man Tag Team match.                                          | [ 3 ] |
| 8   | 30-man Royal Rumble match voor een WWF World Heavyweight Championship match op WrestleMania 13. | Stone Cold Steve Austin                | Steve won door Bret Hart als laatste te elimineren.            | [ 3 ] |
| 9   | Shawn Michaels (met José Lothario) vs. Sycho Sid (c)                                            | Shawn Michaels (nc)                    | Eénn-op-één match voor het WWF World Heavyweight Championship. | [ 3 ] |

### Royal Rumble match
| Nr. | Entree                  | Orde | Geëlimineerd door        | Eliminaties | Tijd  | Bron  |
| --- | ----------------------- | ---- | ------------------------ | ----------- | ----- | ----- |
| 1   | Crush                   | 3    | Phineas Godwinn          | 0           | 06:17 | [ 5 ] |
| 2   | Ahmed Johnson           | 2    | Elimineerde zichzelf     | 2           | 03:02 | [ 5 ] |
| 3   | Razor Ramon             | 1    | Ahmed Johnson            | 0           | 00:17 | [ 5 ] |
| 4   | Phineas I. Godwinn      | 4    | Stone Cold Steve Austin  | 1           | 02:52 | [ 5 ] |
| 5   | Stone Cold Steve Austin | -    | Winnaar                  | 10          | 45:07 | [ 5 ] |
| 6   | Bart Gunn               | 5    | Stone Cold Steve Austin  | 0           | 00:26 | [ 5 ] |
| 7   | Jake Roberts            | 6    | Stone Cold Steve Austin  | 0           | 01:10 | [ 5 ] |
| 8   | The British Bulldog     | 8    | Owen Hart                | 1           | 08:04 | [ 5 ] |
| 9   | Pierroth                | 10   | Mil Máscaras             | 1           | 10:32 | [ 5 ] |
| 10  | The Sultan              | 7    | The British Bulldog      | 0           | 03:23 | [ 5 ] |
| 11  | Mil Máscaras            | 11   | Elimineerde zichzelf     | 2           | 07:28 | [ 5 ] |
| 12  | Hunter Hearst Helmsley  | 12   | Goldust                  | 0           | 06:42 | [ 5 ] |
| 13  | Owen Hart               | 17   | Stone Cold Steve Austin  | 2           | 08:29 | [ 5 ] |
| 14  | Goldust                 | 13   | Owen Hart                | 1           | 05:33 | [ 5 ] |
| 15  | Cibernético             | 9    | Mil Máscaras en Pierroth | 0           | 01:25 | [ 5 ] |
| 16  | Marc Mero               | 16   | Stone Cold Steve Austin  | 0           | 03:53 | [ 5 ] |
| 17  | Latin Lover             | 14   | Faarooq                  | 0           | 01:47 | [ 5 ] |
| 18  | Faarooq                 | 15   | Ahmed Johnson            | 1           | 00:41 | [ 5 ] |
| 19  | Savio Vega              | 18   | Stone Cold Steve Austin  | 0           | 00:46 | [ 5 ] |
| 20  | Jesse James             | 19   | Stone Cold Steve Austin  | 0           | 00:29 | [ 5 ] |
| 21  | Bret Hart               | 29   | Stone Cold Steve Austin  | 2           | 21:12 | [ 5 ] |
| 22  | Jerry Lawler            | 20   | Bret Hart                | 0           | 00:04 | [ 5 ] |
| 23  | Diesel                  | 28   | Bret Hart                | 0           | 17:49 | [ 5 ] |
| 24  | Terry Funk              | 24   | Mankind                  | 0           | 15:18 | [ 5 ] |
| 25  | Rocky Maivia            | 23   | Mankind                  | 0           | 13:00 | [ 5 ] |
| 26  | Mankind                 | 25   | The Undertaker           | 2           | 12:20 | [ 5 ] |
| 27  | Flash Funk              | 21   | Vader                    | 0           | 06:12 | [ 5 ] |
| 28  | Vader                   | 26   | Stone Cold Steve Austin  | 1           | 10:06 | [ 5 ] |
| 29  | Henry O. Godwinn        | 22   | The Undertaker           | 0           | 06:11 | [ 5 ] |
| 30  | The Undertaker          | 27   | Stone Cold Steve Austin  | 2           | 06:46 | [ 5 ] |